# Alpenrose Dairy
Alpenrose Dairy — молочна компанія, яка знаходиться в районі Хейхерст на південному заході Портленда, штат Орегон з 1916 року. Вона була в родині Кадонау протягом кількох поколінь і названа на честь альпійської троянди (Rosa pendulina) дружиною, яка народилася в Швейцарії. 
52 акри території молочного заводу включають: 
- Circuit d'Alpenrose, велодром,  одна з 25 таких доріжок у США . Траса побудована для проведення національного чемпіонату 1967. Альпенроза є одним з найкрутіших ведродромів в країні.Тут проводяться перегони протягом усього літа.

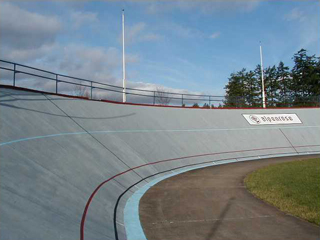
Велодром Альпенрози

- Альпенроуз Філд, місце гри в бейсбол та софтбол, включаючи ігри Світової серії софтболу Маленької ліги, з 1956 року.
- Dairyville, копія західного прикордонного міста, з магазинами на фальшивих фасадах, музеєм ляльок, салоном морозива, магазином виробів збруї, музичним магазином та оперним театром на 600 місць з трубним органом.

Продукти від Альпенрози включають молоко, морозиво, яйця та різні культивовані молочні продукти . 

## Dairyville
Dairyville був доданий до Альпенроуза десь у 1960-х. Це прикордонне місто складається з кількох вулиць фальшивих магазинів, музею ляльок, кафе морозива, музичної крамниці та оперного театру на 600 місць.  Dairyville, як правило, відкритий для відвідувачів у святкові та літні місяці. 
Протягом десятиліть у Дейрівіллі щорічно проводився святковий захід під назвою «Різдво в Дейрівіллі». На додаток до сувенірного магазину та будинку, де діти можуть сфотографуватися з Санта-Клаусом, існує також "Провулок з книжками оповідань", складний, прохідний атракціон.  

## Позов
4 березня 2019 року в окружному суді округу Мультнома три члени сім'ї Кадонау подали позов проти двох інших членів сім'ї, стверджуючи, що вони планують продати молочну продукцію та негайно припинити всі громадські заходи в Альпенроузі.  З тих пір сім’я врегулювала розбіжності та відмовилася від позову. 

## Зовнішні посилання
- Офіційний сайт